# حقایق سخت
حقایق سخت (انگلیسی: Hard Truths) فیلمی کمدی-درام محصول ۲۰۲۴ به نویسندگی و کارگردانی مایک لی است که با بازی ماریان ژان-باپتیست، میشل آستین و دیوید وبر ساخته شده است. داستان فیلم که در لندن روایت می‌شود، زندگی زنی افسرده و تلخ‌اندیش و رابطه او با خواهر شاد و سرزنده‌اش، شانتل را دنبال می‌کند.

این فیلم برای اولین بار در ششم سپتامبر ۲۰۲۴ در چهل و نهمین جشنواره بین‌المللی فیلم تورنتو به نمایش درآمد و با تحسین گسترده منتقدان روبه‌رو شد.

## داستان فیلم
پانزی دیکن زنی افسرده و مضطرب است که با کرتلی، همسر لوله‌کش آرام و مطیعش، و موزس، پسر بزرگسال و بیکارش زندگی می‌کند. اخلاق تند و تیزش باعث می‌شود که با همه، از اعضای خانواده گرفته تا غریبه‌ها، بحث کند و آن‌ها را مورد انتقاد قرار دهد. اضطراب او چنان شدید است که از بیرون رفتن بیزار است و نسبت به حیوانات و گل‌ها احساس انزجار می‌کند.
خواهرش شانتل، آرایشگری مجرد است که دو دختر بزرگسال دارد، مدام اصرار دارد که پانزی در پنجمین سالگرد درگذشت مادرشان، پرل، برای روز مادر به مزار او بیاید، اما پانزی مردد است.
در روزهای منتهی به مراسم سالگرد، پانزی با غریبه‌های مختلف درگیر می‌شود، اما در نهایت همراه شانتل به قبرستان می‌رود. در آنجا، او پرل را متهم می‌کند که همیشه به شانتل توجه بیشتری داشته و او را تحت فشار ناعادلانه‌ای قرار داده است، مخصوصاً بعد از اینکه پدرشان آن‌ها را ترک کرد. وقتی شانتل این ادعا را رد می‌کند، پانزی می‌پذیرد که از این می‌ترسد که خانواده‌اش از او متنفر باشند. شانتل او را دلداری می‌دهد و اطمینان می‌دهد که با وجود تمام مشکلاتش، هنوز دوستش دارد.
بعد از مراسم، خواهران همراه خانواده‌هایشان به آپارتمان شانتل می‌روند تا روز مادر را جشن بگیرند. پانزی که مطمئن شده ترس‌هایش درست هستند و خانواده‌اش واقعاً او را دوست ندارند، ساکت و گرفته می‌ماند. شانتل او را کنار می‌کشد و پانزی اعتراف می‌کند که از روی ناچاری با کرتلی ازدواج کرده و نمی‌تواند او را ترک کند. پس از بازگشت به مهمانی، او متوجه می‌شود که موزس برایش گل خریده است.
وقتی خانواده دیکن به خانه برمی‌گردند، پانزی با اضطراب زیاد گل‌ها را در گلدانی می‌گذارد و در پاسیوی خانه را بازمی‌گذارد. اما بعد از اینکه اتاق را ترک می‌کند، کرتلی گل‌ها را بیرون می‌اندازد و در را می‌بندد.
روز بعد، کرتلی هنگام کار دچار آسیب جدی در ناحیه کمر می‌شود و از همکارش می‌خواهد که پانزی را بیدار کند. اما وقتی همکارش وارد اتاق خواب او می‌شود، اضطراب پانزی چنان شدید است که نمی‌تواند از پله‌ها پایین بیاید.
در همان زمان، موزس که در خیابان قدم می‌زند، با زنی جوان آشنا شده و برای اولین بار نشانه‌هایی از شادی را نشان می‌دهد. در حالی که پانزی همچنان در اتاق خوابش محبوس مانده است، کرتلی ساکت و بی‌صدا در طبقه پایین گریه می‌کند.